# Macropodiformes
I  Macropodiformi (Macropodiformes) sono un sottordine dei Diprotodonti (Diprotodontia).

## Sistematica
Le 70 specie viventi sono raggruppate in 3 famiglie e 15 generi:
- Sottordine Macropodiformes - Macropodiformi
  - Famiglia Hypsiprymnodontidae – Ratti canguro
    - Genere Hypsiprymnodon (1 specie)

  - Famiglia Macropodidae - Macropodidi
    - Genere Lagostrophus (1 specie)
    - Genere Dendrolagus (12 specie)
    - Genere Dorcopsis (4 specie)
    - Genere Dorcopsulus (2 specie)
    - Genere Lagorchestes (2 specie)
    - Genere Macropus (13 specie)
    - Genere Onychogalea (2 specie)
    - Genere Petrogale (16 specie)
    - Genere Setonix (1 specie)
    - Genere Thylogale (7 specie)
    - Genere Wallabia (1 specie)

  - Famiglia Potoroidae – Potoroidi
    - Genere Aepyprymnus (1 specie)
    - Genere Bettongia (4 specie)
    - Genere Potorous (3 specie)

  - (Superfamiglia Petauroidea)